# María de los Ángeles Valdés
María de los Ángeles Valdés Ramírez (Matamoros, Tamaulipas) es una bióloga, investigadora, catedrática y académica mexicana. Se ha especializado en microbiología agrícola y en las ciencias del suelo.

## Estudios y docencia

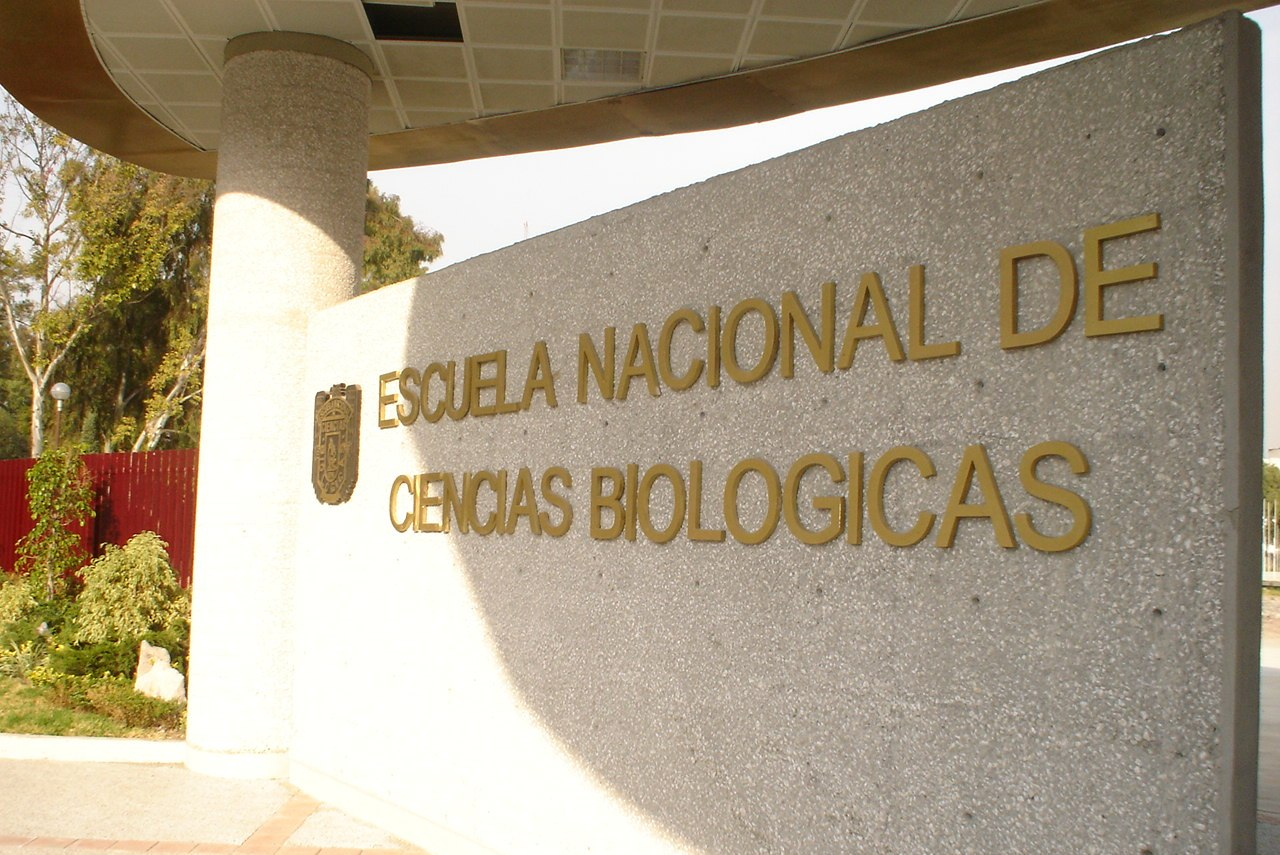
Escuela Nacional de Ciencias Biológicas del Instituto Politécnico Nacional.

Cursó la licenciatura de Biología en la Facultad de Ciencias de la Universidad Nacional Autónoma de México (UNAM). Continuó sus estudios en el Instituto de Investigación para el Desarrollo (IRD) en Francia y obtuvo un doctorado en la Facultad de Ciencias de la Universidad de Caen.
Por más de cuarenta años ha impartido clases de Ecología, Microbiología del Suelo y Biotecnología en la Escuela Nacional de Ciencias Biológicas del Instituto Politécnico Nacional (IPN) en donde fundó el Laboratorio de Microbiología Agrícola. Ha colaborado para el Colegio de Postgraduados (COLPES) y las universidades de Guerrero, Sinaloa, Colima y Tamaulipas.

## Investigadora y académica
Es investigadora nivel III por el Sistema Nacional de Investigadores y miembro del Consejo Consultivo de Ciencias de la Presidencia de la República. Ha sido investigadora visitante en la Universidad de Yale, la Universidad de California en Los Ángeles, en la Universidad Estatal de Míchigan, en la Universidad de Texas A&M, en el Instituto de Investigación para el Desarrollo (IRD) en Francia y en el Departamento de Agriculture and Agri-Food de Canadá.
Su línea de investigación principal ha sido sobre microorganismos benéficos del suelo y su interacción para la producción agrícola, además, ha realizado investigaciones en el campo de la ecología molecular y desarrollado tecnologías forestales. Fue asesora de la Subsecretaría Forestal y de la Fauna (SFF) y del Instituto Nacional de Investigaciones Forestales, Agrícolas y Pecuarias (INIFAP). Fue presidente de la Sociedad Mexicana de Micología y de la Sociedad de Fijación de Nitrógeno. Es miembro de la Academia Mexicana de Ciencias, de la Academia Nacional de Ciencias Agrícolas de México y de la Academia Nacional de Ciencias Forestales.

## Premios y distinciones
- Medalla de Ecología por la Academia Mexicana de Ciencias en 1986.
- Presea “Lázaro Cárdenas” como investigadora destacada por el Instituto Politécnico Nacional (IPN) en 1992.
- Premio a la Investigación del Programa del Medio Ambiente y del Desarrollo Sustentable 1996-1997 otorgado por el IPN.
- Premio a la Investigación Mérito Politécnico por el IPN en 1999.
- Premio Nacional al Mérito Forestal en 2002.
- Premio Nacional de Ciencias y Artes en el área de Tecnología y Diseño por la Secretaría de Educación Pública en 2008.
- Premio al Mérito en Biología del Suelo “Jesús Caballero Mellado” por la Sociedad Mexicana de la Ciencia del Suelo en 2012.[4]